# Евтушенко, Спиридон Макарович
Спиридон Макарович Евтушенко (31 октября 1883 — 25 мая 1938) — диакон Русской православной церкви, священномученик, местночтимый святой Украинской Православной Церкви.

## Биография
Родился 31 октября 1883 года в селе Солоницевка Харьковской губернии.
Рукоположён в сан диакона после революции 1917 года. Служил в харьковской церкви Трех Святителей.
21 марта 1938 года арестован и приговорен к расстрелу. Расстрелян 25 мая 1938 года в Харькове.

## Канонизация
22 июня 1993 года Определением Священного Синода Украинской Православной Церкви принято решение о местной канонизации подвижника в Харьковской епархии, в Соборе новомучеников и исповедников Слободского края (день памяти — 19 мая (1 июня)).
Чин прославления подвижника состоялся во время визита в Харьков 3-4 июля 1993 года Предстоятеля Украинской Православной Церкви Митрополита Киевского и всея Украины Владимира, в кафедральном Благовещенском соборе города.